# Puchar Czech w piłce siatkowej mężczyzn (2023/2024)
Puchar Czech w piłce siatkowej mężczyzn 2023/2024 (oficjalna nazwa ze względów sponsorskich: Chance Český pohár ve volejbalu mužů 2023/2024) – 32. edycja siatkarskiego Pucharu Czech zorganizowana przez Czeski Związek Piłki Siatkowej (Český volejbalový svaz, ČVS). Zainaugurowana została 16 września 2023 roku. W rozgrywkach brały udział kluby z extraligi, 1. ligi i 2. ligi.
Rozgrywki składały się z dwóch rund wstępnych, 1/8 finału, ćwierćfinałów oraz turnieju finałowego, w ramach którego rozegrano półfinały i finał. W 1. rundzie drużyny rywalizowały w grupach, pozostałe rundy rozgrywane były w formule pucharowej.
Turniej finałowy odbył się w dniach 25-26 lutego 2024 roku w hali sportowej Mír w Taborze. Po raz pierwszy Puchar Czech zdobył klub Black Volley Beskydy, który w finale pokonał drużynę Aero Odolena Voda. Najlepszym zawodnikiem finału wybrany został Brazylijczyk Allan Guimarães.
Sponsorem tytularnym rozgrywek było przedsiębiorstwo bukmacherskie Chance.

## System rozgrywek
Rozgrywki o Puchar Czech w sezonie 2023/2024 składały się z: dwóch rund wstępnych, 1/8 finału, ćwierćfinałów oraz turnieju finałowego.
W 1. rundzie uczestniczyły zespoły grające w 1. i 2. lidze. Drużyny podzielone zostały na siedem grup (A-G), biorąc pod uwagę położenie geograficzne. W poszczególnych grupach zespoły rozegrały ze sobą po jednym spotkaniu. Zwycięzcy poszczególnych grup awansowali do 2. rundy.
W 2. rundzie dołączyły zespoły z extraligi, z wyjątkiem półfinalistów Pucharu Czech w sezonie 2022/2023, którzy udział w rozgrywkach rozpoczęli od ćwierćfinałów. Zwycięzcy w parach ćwierćfinałowych awansowali do turnieju finałowego.
Turniej finałowy składał się z półfinałów i finału. Nie był grany mecz o 3. miejsce.
Przed każdą rundą odbywało się losowanie wyłaniające pary meczowe. W 2. rundzie do drużyn, które awansowały z 1. rundy, dolosowywane były (o ile to możliwe) zespoły z extraligi, natomiast w ćwierćfinałach do półfinalistów Pucharu Czech w sezonie 2022/2023 – zespoły, które awansowały z 1/8 finału.
Gospodarzami meczów w parach były zespoły grające w niższej lidze, a jeżeli parę stanowiły drużyny grające na tym samym poziomie rozgrywkowym gospodarza wyłaniało losowanie.
We wszystkich rundach o awansie w parze decydowało jedno spotkanie.

## Drużyny uczestniczące
| ČEZ extraliga (13 drużyn)     | ČEZ extraliga (13 drużyn) |
| ----------------------------- | ------------------------- |
| Aero Odolena Voda             | finał                     |
| Black Volley Beskydy          | zwycięstwo                |
| Kladno volejbal.cz            | 2. runda                  |
| SKV Ústí nad Labem            | 2. runda                  |
| VK Benátky nad Jizerou        | 1/8 finału                |
| VK ČEZ Karlovarsko            | ćwierćfinał               |
| VK Dukla Liberec              | ćwierćfinał               |
| VK Jihostroj České Budějovice | ćwierćfinał               |
| VK Lvi Praha                  | półfinał                  |
| VK Ostrava                    | 1/8 finału                |
| VK Trox Příbram               | 2. runda                  |
| Volejbal Brno                 | 1/8 finału                |
| VSC Fatra Zlín                | 1/8 finału                |

| 1. liga (10 drużyn)       | 1. liga (10 drużyn) |
| ------------------------- | ------------------- |
| Blue Volley Ostrava       | 2. runda            |
| TJ ČZU Praha              | 1. runda            |
| TJ Holubice               | 2. runda            |
| TJ Slavia Hradec Králové  | półfinał            |
| TJ Sokol Bučovice         | 1. runda            |
| TJ Sokol Dobřichovice     | ćwierćfinał         |
| TJ Spartak Velké Meziříčí | 2. runda            |
| USK Slavia Plzeň          | 2. runda            |
| VK EGE České Budějovice   | 1. runda            |
| VK Lvi Praha B            | 1. runda            |

| 2. liga (13 drużyn)          | 2. liga (13 drużyn) |
| ---------------------------- | ------------------- |
| Kladno volejbal.cz B         | 1. runda            |
| SK Kojetín 2016 B            | 2. runda            |
| Slávie OU – Volejbal Ostrava | 1. runda            |
| TJ Jiskra Havlíčkův Brod     | 1. runda            |
| TJ Sokol Brno – Jih          | 1. runda            |
| TJ Sokol Letovice            | 1. runda            |
| TJ Sokol Šlapanice u Brna    | 1. runda            |
| VK Choceň                    | 1. runda            |
| VK ČEZ Karlovarsko B         | 1. runda            |
| VK Malá Skála                | 1. runda            |
| Vlci Nový Jičín              | 1. runda            |
| VS Drásov                    | 1. runda            |
| VSK Staré Město              | 1. runda            |

## Rozgrywki

### 1. runda
awans do 2. rundy

#### Grupa A
Miejsce: Centrum tělesné výchovy a sportu FPE ZČU, Pilzno
Tabela
| Lp. | Drużyna                 | Pkt | Mecze | Mecze   | Mecze   | Sety | Sety | Sety  | Małe punkty | Małe punkty | Małe punkty |
| Lp. | Drużyna                 | Pkt | M     | W (3:2) | P (2:3) | wyg. | prz. | ratio | zdob.       | str.        | ratio       |
| --- | ----------------------- | --- | ----- | ------- | ------- | ---- | ---- | ----- | ----------- | ----------- | ----------- |
| 1   | USK Slavia Plzeň        | 6   | 2     | 2 (0)   | 0 (0)   | 6    | 1    | 6.000 | 173         | 138         | 1.254       |
| 2   | VK ČEZ Karlovarsko B    | 2   | 2     | 1 (1)   | 1 (0)   | 3    | 5    | 0.600 | 161         | 177         | 0.910       |
| 3   | VK EGE České Budějovice | 1   | 2     | 0 (0)   | 2 (1)   | 3    | 6    | 0.500 | 185         | 204         | 0.907       |

Źródło: 
Punktacja: 3:0 i 3:1 – 3 pkt; 3:2 – 2 pkt; 2:3 – 1 pkt; 1:3 i 0:3 – 0 pkt
Zasady ustalania kolejności: 1. liczba punktów; 2. liczba zwycięstw; 3. stosunek setów; 4. stosunek małych punktów; 5. bilans w bezpośrednich meczach
Wyniki spotkań
| 16.09.2023 10:00 (UTC+2) | USK Slavia Plzeň | 3:0 (25:17, 25:16, 25:22) | VK ČEZ Karlovarsko B |  |

| 16.09.2023 13:30 (UTC+2) | VK EGE České Budějovice | 2:3 (20:25, 25:22, 25:19, 20:25, 12:15) | VK ČEZ Karlovarsko B |  |

| 16.09.2023 17:00 (UTC+2) | USK Slavia Plzeň | 3:1 (23:25, 25:18, 25:19, 25:21) | VK EGE České Budějovice |  |

#### Grupa B
Miejsce: Sportovní hala, Doksy
Tabela
| Lp. | Drużyna               | Pkt | Mecze | Mecze   | Mecze   | Sety | Sety | Sety  | Małe punkty | Małe punkty | Małe punkty |
| Lp. | Drużyna               | Pkt | M     | W (3:2) | P (2:3) | wyg. | prz. | ratio | zdob.       | str.        | ratio       |
| --- | --------------------- | --- | ----- | ------- | ------- | ---- | ---- | ----- | ----------- | ----------- | ----------- |
| 1   | TJ Sokol Dobřichovice | 9   | 3     | 3 (0)   | 0 (0)   | 9    | 1    | 9.000 | 254         | 218         | 1.165       |
| 2   | Kladno volejbal.cz B  | 6   | 3     | 2 (0)   | 1 (0)   | 7    | 5    | 1.400 | 274         | 257         | 1.066       |
| 3   | TJ ČZU Praha          | 3   | 3     | 1 (0)   | 2 (0)   | 4    | 7    | 0.571 | 256         | 257         | 0.996       |
| 4   | VK Choceň             | 0   | 3     | 0 (0)   | 3 (0)   | 2    | 9    | 0.222 | 220         | 272         | 0.809       |

Źródło: 
Punktacja: 3:0 i 3:1 – 3 pkt; 3:2 – 2 pkt; 2:3 – 1 pkt; 1:3 i 0:3 – 0 pkt
Zasady ustalania kolejności: 1. liczba punktów; 2. liczba zwycięstw; 3. stosunek setów; 4. stosunek małych punktów; 5. bilans w bezpośrednich meczach
Wyniki spotkań
| 16.09.2023 10:00 (UTC+2) | TJ ČZU Praha | 1:3 (20:25, 25:18, 25:27, 19:25) | Kladno volejbal.cz B |  |

| 16.09.2023 10:00 (UTC+2) | VK Choceň | 0:3 (21:25, 21:25, 25:27) | TJ Sokol Dobřichovice |  |

| 16.09.2023 13:30 (UTC+2) | Kladno volejbal.cz B | 1:3 (25:22, 22:25, 19:25, 15:25) | TJ Sokol Dobřichovice |  |

| 16.09.2023 13:30 (UTC+2) | TJ ČZU Praha | 3:1 (25:23, 25:19, 22:25, 25:15) | VK Choceň |  |

| 16.09.2023 17:00 (UTC+2) | VK Choceň | 1:3 (18:25, 17:25, 25:23, 11:25) | Kladno volejbal.cz B |  |

| 16.09.2023 17:00 (UTC+2) | TJ Sokol Dobřichovice | 3:0 (25:20, 25:22, 30:28) | TJ ČZU Praha |  |

#### Grupa C
Miejsce: Sportovní hala TJ Slavia, Hradec Králové
Tabela
| Lp. | Drużyna                  | Pkt | Mecze | Mecze   | Mecze   | Sety | Sety | Sety  | Małe punkty | Małe punkty | Małe punkty |
| Lp. | Drużyna                  | Pkt | M     | W (3:2) | P (2:3) | wyg. | prz. | ratio | zdob.       | str.        | ratio       |
| --- | ------------------------ | --- | ----- | ------- | ------- | ---- | ---- | ----- | ----------- | ----------- | ----------- |
| 1   | TJ Slavia Hradec Králové | 9   | 3     | 3 (0)   | 0 (0)   | 9    | 0    | MAX   | 226         | 158         | 1.430       |
| 2   | VK Malá Skála            | 5   | 3     | 2 (1)   | 1 (0)   | 6    | 6    | 1.000 | 251         | 251         | 1.000       |
| 3   | VK Lvi Praha B           | 3   | 3     | 1 (1)   | 2 (1)   | 5    | 8    | 0.625 | 253         | 277         | 0.913       |
| 4   | TJ Jiskra Havlíčkův Brod | 1   | 3     | 0 (0)   | 3 (1)   | 3    | 9    | 0.333 | 226         | 270         | 0.837       |

Źródło: 
Punktacja: 3:0 i 3:1 – 3 pkt; 3:2 – 2 pkt; 2:3 – 1 pkt; 1:3 i 0:3 – 0 pkt
Zasady ustalania kolejności: 1. liczba punktów; 2. liczba zwycięstw; 3. stosunek setów; 4. stosunek małych punktów; 5. bilans w bezpośrednich meczach
Wyniki spotkań
| 16.09.2023 10:00 (UTC+2) | TJ Slavia Hradec Králové | 3:0 (25:13, 25:20, 25:15) | TJ Jiskra Havlíčkův Brod |  |

| 16.09.2023 10:00 (UTC+2) | VK Malá Skála | 3:2 (25:23, 25:16, 23:25, 13:25, 15:9) | VK Lvi Praha B |  |

| 16.09.2023 13:30 (UTC+2) | TJ Jiskra Havlíčkův Brod | 2:3 (25:12, 25:20, 18:25, 22:25, 10:15) | VK Lvi Praha B |  |

| 16.09.2023 13:30 (UTC+2) | TJ Slavia Hradec Králové | 3:0 (25:13, 25:19, 25:20) | VK Malá Skála |  |

| 16.09.2023 17:00 (UTC+2) | VK Malá Skála | 3:1 (25:9, 25:22, 23:25, 25:22) | TJ Jiskra Havlíčkův Brod |  |

| 16.09.2023 17:00 (UTC+2) | VK Lvi Praha B | 0:3 (24:26, 16:25, 18:25) | TJ Slavia Hradec Králové |  |

#### Grupa D
Miejsce: Sportovní hala u Základní školy T. G. Masaryka, Drásov
Tabela
| Lp. | Drużyna                   | Pkt | Mecze | Mecze   | Mecze   | Sety | Sety | Sety  | Małe punkty | Małe punkty | Małe punkty |
| Lp. | Drużyna                   | Pkt | M     | W (3:2) | P (2:3) | wyg. | prz. | ratio | zdob.       | str.        | ratio       |
| --- | ------------------------- | --- | ----- | ------- | ------- | ---- | ---- | ----- | ----------- | ----------- | ----------- |
| 1   | TJ Spartak Velké Meziříčí | 5   | 2     | 2 (1)   | 0 (0)   | 6    | 2    | 3.000 | 180         | 148         | 1.216       |
| 2   | VS Drásov                 | 4   | 2     | 1 (0)   | 1 (1)   | 5    | 4    | 1.250 | 187         | 181         | 1.033       |
| 3   | TJ Sokol Letovice         | 0   | 2     | 0 (0)   | 2 (0)   | 1    | 6    | 0.167 | 133         | 171         | 0.778       |

Źródło: 
Punktacja: 3:0 i 3:1 – 3 pkt; 3:2 – 2 pkt; 2:3 – 1 pkt; 1:3 i 0:3 – 0 pkt
Zasady ustalania kolejności: 1. liczba punktów; 2. liczba zwycięstw; 3. stosunek setów; 4. stosunek małych punktów; 5. bilans w bezpośrednich meczach
Wyniki spotkań
| 16.09.2023 10:00 (UTC+2) | VS Drásov | 3:1 (25:22, 25:10, 21:25, 25:19) | TJ Sokol Letovice |  |

| 16.09.2023 13:30 (UTC+2) | TJ Sokol Letovice | 0:3 (20:25, 17:25, 20:25) | TJ Spartak Velké Meziříčí |  |

| 16.09.2023 17:00 (UTC+2) | VS Drásov | 2:3 (25:18, 16:25, 25:22, 12:25, 13:15) | TJ Spartak Velké Meziříčí |  |

#### Grupa E
Miejsce: Sportovní hala, Holubice
Tabela
| Lp. | Drużyna             | Pkt | Mecze | Mecze   | Mecze   | Sety | Sety | Sety  | Małe punkty | Małe punkty | Małe punkty |
| Lp. | Drużyna             | Pkt | M     | W (3:2) | P (2:3) | wyg. | prz. | ratio | zdob.       | str.        | ratio       |
| --- | ------------------- | --- | ----- | ------- | ------- | ---- | ---- | ----- | ----------- | ----------- | ----------- |
| 1   | TJ Holubice         | 6   | 2     | 2 (0)   | 0 (0)   | 6    | 0    | MAX   | 153         | 105         | 1.457       |
| 2   | TJ Sokol Brno – Jih | 3   | 2     | 1 (0)   | 1 (0)   | 3    | 4    | 0.750 | 162         | 159         | 1.019       |
| 3   | VSK Staré Město     | 0   | 2     | 0 (0)   | 2 (0)   | 1    | 6    | 0.167 | 117         | 168         | 0.696       |

Źródło: 
Punktacja: 3:0 i 3:1 – 3 pkt; 3:2 – 2 pkt; 2:3 – 1 pkt; 1:3 i 0:3 – 0 pkt
Zasady ustalania kolejności: 1. liczba punktów; 2. liczba zwycięstw; 3. stosunek setów; 4. stosunek małych punktów; 5. bilans w bezpośrednich meczach
Wyniki spotkań
| 16.09.2023 10:00 (UTC+2) | TJ Holubice | 3:0 (27:25, 25:20, 26:24) | TJ Sokol Brno – Jih |  |

| 16.09.2023 13:30 (UTC+2) | TJ Sokol Brno – Jih | 3:1 (18:25, 25:17, 25:21, 25:18) | VSK Staré Město |  |

| 16.09.2023 17:00 (UTC+2) | TJ Holubice | 3:0 (25:6, 25:17, 25:13) | VSK Staré Město |  |

#### Grupa F
Miejsce: Sportovní hala, Kojetín
Tabela
| Lp. | Drużyna           | Pkt | Mecze | Mecze   | Mecze   | Sety | Sety | Sety  | Małe punkty | Małe punkty | Małe punkty |
| Lp. | Drużyna           | Pkt | M     | W (3:2) | P (2:3) | wyg. | prz. | ratio | zdob.       | str.        | ratio       |
| --- | ----------------- | --- | ----- | ------- | ------- | ---- | ---- | ----- | ----------- | ----------- | ----------- |
| 1   | SK Kojetín 2016 B | 6   | 2     | 2 (0)   | 0 (0)   | 6    | 1    | 6.000 | 182         | 147         | 1.238       |
| 2   | Vlci Nový Jičín   | 2   | 2     | 1 (1)   | 1 (0)   | 3    | 5    | 0.600 | 175         | 186         | 0.941       |
| 3   | TJ Sokol Bučovice | 1   | 2     | 0 (0)   | 2 (1)   | 3    | 6    | 0.500 | 175         | 199         | 0.879       |

Źródło: 
Punktacja: 3:0 i 3:1 – 3 pkt; 3:2 – 2 pkt; 2:3 – 1 pkt; 1:3 i 0:3 – 0 pkt
Zasady ustalania kolejności: 1. liczba punktów; 2. liczba zwycięstw; 3. stosunek setów; 4. stosunek małych punktów; 5. bilans w bezpośrednich meczach
Wyniki spotkań
| 16.09.2023 10:00 (UTC+2) | SK Kojetín 2016 B | 3:1 (25:18, 25:23, 22:25, 25:8) | TJ Sokol Bučovice |  |

| 16.09.2023 13:30 (UTC+2) | TJ Sokol Bučovice | 2:3 (20:25, 25:14, 17:25, 25:22, 14:16) | Vlci Nový Jičín |  |

| 16.09.2023 17:00 (UTC+2) | SK Kojetín 2016 B | 3:0 (25:18, 35:33, 25:22) | Vlci Nový Jičín |  |

#### Grupa G
Miejsce: Hala míčových sportů – City Campus Ostravské univerzity, Ostrawa
Tabela
| Lp. | Drużyna                      | Pkt | Mecze | Mecze   | Mecze   | Sety | Sety | Sety  | Małe punkty | Małe punkty | Małe punkty |
| Lp. | Drużyna                      | Pkt | M     | W (3:2) | P (2:3) | wyg. | prz. | ratio | zdob.       | str.        | ratio       |
| --- | ---------------------------- | --- | ----- | ------- | ------- | ---- | ---- | ----- | ----------- | ----------- | ----------- |
| 1   | Blue Volley Ostrava          | 5   | 2     | 2 (1)   | 0 (0)   | 6    | 2    | 3.000 | 184         | 150         | 1.227       |
| 2   | TJ Sokol Šlapanice u Brna    | 3   | 2     | 1 (0)   | 1 (0)   | 3    | 3    | 1.000 | 138         | 134         | 1.030       |
| 3   | Slávie OU – Volejbal Ostrava | 1   | 2     | 0 (0)   | 2 (1)   | 2    | 6    | 0.333 | 146         | 184         | 0.793       |

Źródło: 
Punktacja: 3:0 i 3:1 – 3 pkt; 3:2 – 2 pkt; 2:3 – 1 pkt; 1:3 i 0:3 – 0 pkt
Zasady ustalania kolejności: 1. liczba punktów; 2. liczba zwycięstw; 3. stosunek setów; 4. stosunek małych punktów; 5. bilans w bezpośrednich meczach
Wyniki spotkań
| 16.09.2023 10:00 (UTC+2) | Slávie OU – Volejbal Ostrava | 2:3 (25:22, 25:22, 8:25, 19:25, 10:15) | Blue Volley Ostrava |  |

| 16.09.2023 13:30 (UTC+2) | Blue Volley Ostrava | 3:0 (25:22, 25:20, 25:21) | TJ Sokol Šlapanice u Brna |  |

| 16.09.2023 17:00 (UTC+2) | Slávie OU – Volejbal Ostrava | 0:3 (21:25, 19:25, 19:25) | TJ Sokol Šlapanice u Brna |  |

### 2. runda
| 11.10.2023 19:00 (UTC+2) | TJ Spartak Velké Meziříčí | 1:3 (21:25, 25:22, 13:25, 20:25) raport | VK Benátky nad Jizerou | Sportovní hala ZŠ Komenského, Velké Meziříčí Widzów: 48 Sędziowie: Jiří Olt i Petr Pochop |

| 17.10.2023 19:00 (UTC+2) | TJ Sokol Dobřichovice | 3:2 (23:25, 25:23, 25:20, 18:25, 15:8) raport | Kladno volejbal.cz | Sportovní hala Bios, Dobřichovice Widzów: 23 Sędziowie: Emil Velinov i Alexander Nedbálek |

| 18.10.2023 18:00 (UTC+2) | Aero Odolena Voda | 3:0 (27:25, 25:22, 26:24) raport | SKV Ústí nad Labem | Sportovní hala, Odolena Voda Widzów: 203 Sędziowie: Tomáš Buchar i Michaela Hladišová |

| 31.10.2023 19:00 (UTC+1) | TJ Slavia Hradec Králové | 3:2 (25:20, 21:25, 25:20, 20:25, 15:8) raport | VK Trox Příbram | Sportovní hala TJ Slavia, Hradec Králové Widzów: 350 Sędziowie: Petr Dušek i Jan Krtička |

| 11.10.2023 18:00 (UTC+2) | USK Slavia Plzeň | 0:3 (16:25, 8:25, 17:25) raport | VK Lvi Praha | Centrum tělesné výchovy a sportu FPE ZČU, Pilzno Widzów: 80 Sędziowie: Petr Kvarda i Patrik Koutník |

| 11.10.2023 18:30 (UTC+2) | SK Kojetín 2016 B | 0:3 (28:30, 17:25, 20:25) raport | VSC Fatra Zlín | Sportovní hala, Kojetín Widzów: 254 Sędziowie: Lukáš Spáčil i Martin Možnár |

| 24.10.2023 19:00 (UTC+2) | TJ Holubice | 0:3 (11:25, 16:25, 27:29) raport | Volejbal Brno | Sportovní hala, Holubice Widzów: 40 Sędziowie: Martin Možnár i Tomáš Ostranský |

| 20.10.2023 19:00 (UTC+2) | Blue Volley Ostrava | 1:3 (25:23, 10:25, 19:25, 23:25) raport | VK Ostrava | Sportovní hala Třebovice, Ostrawa Widzów: 50 Sędziowie: Jan Slezák i Marián Ištvanech |

### 1/8 finału
| 12.12.2023 19:00 (UTC+1) | TJ Sokol Dobřichovice | 3:2 (25:21, 18:25, 25:23, 17:25, 15:10) raport | Volejbal Brno | Sportovní hala Bios, Dobřichovice Widzów: 45 Sędziowie: Emil Velinov i Michaela Hladišová |

| 7.01.2024 17:00 (UTC+1) | VK Ostrava | 0:3 (14:25, 10:25, 17:25) raport | VK Lvi Praha | Sportovní hala Sareza, Ostrawa Widzów: 80 Sędziowie: Zdeněk Grabovský i Vlastimil Kovář jun. |

| 22.12.2023 18:00 (UTC+1) | Aero Odolena Voda | 3:1 (21:25, 25:18, 25:23, 25:18) raport | VK Benátky nad Jizerou | Sportovní hala, Odolena Voda Widzów: 236 Sędziowie: Dušan Rychlík i René Činátl |

| 21.11.2023 19:00 (UTC+1) | TJ Slavia Hradec Králové | 3:2 (18:25, 18:25, 25:22, 25:18, 16:14) raport | VSC Fatra Zlín | Sportovní hala TJ Slavia, Hradec Králové Widzów: 550 Sędziowie: Jan Krtička i Matěj Dmejchal |

### Ćwierćfinały
| 23.01.2024 18:30 (UTC+1) | VK Lvi Praha | 3:1 (19:25, 28:26, 25:17, 25:23) raport | VK Jihostroj České Budějovice | UNYP Arena, Praga Widzów: 325 Sędziowie: Vlastimil Kovář jun. i Zdeněk Grabovský |

| 23.01.2024 19:00 (UTC+1) | TJ Sokol Dobřichovice | 0:3 (20:25, 20:25, 20:25) raport | Black Volley Beskydy | Sportovní hala Bios, Dobřichovice Widzów: 152 Sędziowie: Petr Dušek i Martin Možnár |

| 18.01.2024 18:00 (UTC+1) | Aero Odolena Voda | 3:1 (25:20, 25:23, 17:25, 25:21) raport | VK Dukla Liberec | Sportovní hala, Odolena Voda Widzów: 213 Sędziowie: Dušan Rychlík i Tomáš Buchar |

| 30.01.2024 19:00 (UTC+1) | TJ Slavia Hradec Králové | 3:1 (25:23, 25:23, 16:25, 27:25) raport | VK ČEZ Karlovarsko | Sportovní hala TJ Slavia, Hradec Králové Widzów: 1100 Sędziowie: Jan Krtička i Matěj Dmejchal |

### Turniej finałowy

#### Półfinały
| 25.02.2024 15:00 (UTC+1) | Black Volley Beskydy | 3:1 (16:25, 25:19, 25:19, 25:21) raport | VK Lvi Praha | Sportovní hala Mír, Tabor Widzów: 745 Sędziowie: Vlastimil Kovář jun. i Zdeněk Grabovský |

| 25.02.2024 18:00 (UTC+1) | Aero Odolena Voda | 3:0 (25:17, 25:15, 30:28) raport | TJ Slavia Hradec Králové | Sportovní hala Mír, Tabor Widzów: 775 Sędziowie: Dušan Rychlík i Lukáš Spáčil |

#### Finał
| 26.02.2024 18:00 (UTC+1) | Black Volley Beskydy | 3:1 (25:20, 19:25, 26:24, 25:21) raport | Aero Odolena Voda | Sportovní hala Mír, Tabor Widzów: 716 Sędziowie: Jan Krtička i Petr Kvarda |